# 石井健 (歴史学者)
石井 健（いしい たけし、1966年 - ）は、西洋史学者。専門はイギリス近世社会経済史。北海学園大学経済学部教授。

## 人物・経歴
神奈川県川崎市生まれ。1991年一橋大学社会学部卒業。1998年一橋大学大学院社会学研究科博士後期課程単位修得退学。一橋大ではロシア史の土肥恒之ゼミに所属。1998年から2003年まで一橋大学社会科学古典資料センター助手。2003年北海道教育大学岩見沢校助教授。2006年に北海道教育大学の学部課程の大幅な見直しにより同札幌校基礎学習専攻社会科教育担当助教授に就く。2007年同札幌校基礎学習専攻社会科教育担当准教授。2009年、学位論文「17世紀イングランドの年季奉公人―出自の社会経済史研究―」で一橋大学より博士（社会学）の学位を取得（審査員は土肥恒之、西沢保、中野聡）を経て、2016年から北海学園大学経済学部経済学科教授。2021年同経済学部長。

## 研究領域
- イギリス近世社会経済史を研究しており、17世紀のイギリス系アメリカ移民が研究の主な対象である。大学では西洋史を担当する。
- 所属学会は、社会経済史学会、日本アーカイヴズ学会、歴史学研究会
- 平成16～18年度の科学研究費補助金（若手研究）(B)では、「新聞の中のアメリカ植民地：17世紀後半イギリスの情報伝達に関する研究」を行っていた。

## 著書
- 『地域の比較社会史：ヨーロッパとロシア』（土肥恒之他共著）（日本エディタースクール出版部、2007年）
- 『近世イングランドの年季奉公人：出自の社会経済史研究』（渓水社、2012年）
- 『地域と歴史学：その担い手と実践』（森宜人共編著）（晃洋書房、2017年)